# Projekcija (matematika)
Projekcija, kao  matematički pojam, je pridruzivanje    skupa (ili matematičke strukture) u podskup (ili matematičku podstrukturu). Pojednostavljeni, svakodnevni primer projekcije možemo naći kada posmatramo senku nekog objekta koja pada na neku  ravan. Projekcija neke  tačke može se, uslovno,  shvatiti kao senka te tačke na neku ravan, na primer ravan papira. Senka, koja prestavlja projekcuju jedne tačke na ravan papira, je  jedna tačka  (idempotencija).  Senka tridimenzionalne  sfere je jedan  popunjea  elipsa. Prvobitno, pojam projekcije je uveden da bi se označilo preslikavanje trodimenzijalnog  Euklidskog prostora  na ravan, kao u primeru sa senkama. Postoje dve vrste projekcije ove vrste:
- Centralna projekcija-projekcija iz jedne centralne tačke na jednu ravan. Centar projekcije je tačka C. Projekcija tačke P,  koja je različita od tačke C , na neku ravan , koja ne sadrži tačku C, je presek  prave CP i te ravni. Ukoliko je tačka P takva da je prava CP paralelna sa ravni projektovnja , onda tačka P ne može se projektovati na tu ravan. U takvim situacijama često se kaže da se tačka P projektuje u  beskonačno daleku tačku ravni projektovanja (videti nacrtna geometrija ,za preciznije objašnjenje). Projekcija same tačke C nije definisana.

- Paralelna projekcija-projekcija paralelna sa pravcem D na jednu ravan. Projekcija tačke  P na datu ravan je presek te ravni i prave koja je paralelna sa pravcem D i prolazi kroz tačku P. Pogledajte Afin prostor i projekcije za tacne definicije i uopstenje za bilo koju dimenziju.

Prva saznanja o projekciji su veoma stara, uglavnom imaju svoje korene u fenomenu padanja senke realnih objekata na Zemljinu površinu. Ova prvoitna ideja je dorađena i apstrahovana, prvo u kontekstu geomerije a kasnije i u ostalim granama matematike.  Tokom vremena  razvile su se razlicite verzije ove ideje , ali danas u veoma apstraktnim skupovima ove  razlicite ideje se mogu objediniti.

U kartografiji mapa, projekcija je mapa dela  Zemljine površine na ravan, koja u nekim slučajevima, ali ne uvek, prestavlja restrikciju projekcije u značenju koje smo napred naveli. 3D projekcije su u osnovi teorije perspektive. 
Potreba da se ujedine dve vrste projekcija i da se definiše slika bilo koje tačke koja je različita od centra projekcije su razlog nastanka projektivne geometrije. Međutim, projektivna transformacija je bijekcija prostora projekcije , i osobine ove funkcije nisu iste kao i kao i projekcije o kojoj govorimo u ovom članku.

### Definicija
U apstraktnom skupu mozemo da kažemo da je projekcija pridruživanje skupa (ili druge matematičke strukture) koje je idempotencija, što znači da kada se projekcija kompnuje sama sa sobom opet se dobije projekcija. Kada kažemo da se projekcija komponuje sama sa sobom , tu mislimo na slaganje funkcija, tj pomnožimo projekciju samu sa sobom i opet dobijemo projekciju. Projekcija također, može da se odnosi na funkciju koja ima inverznu funkciju sa desne strane. Oba značenja su veoma povezana. Neka je p jedna idempotentna funkcija skupa A u taj isti skup A (To znači da je pοp=p) . Ako označimo sa Π preslikavanje iz skupa A u skup B i sa ί injektivno preslikavanje iz skupa B u skup A, onda imamo da je Ποί=IdB , tj da je Ποί idempotencija.

### Primena
Prvobitno značenje projekcije je prošireno ili generalizovano na druge  razme matematičke pojave. Najčešće,  ali ne i uvek, projekcija se povezuje sa geometrijom.
- U teoriji skupova

1. Posmatrajmo   Dekartov poizvod skupova X1× X2× ...× Xn i jedan element x=(x1,x2,...,xn) koji pripada tom Dekartovom proizvodu. Sa proj j(x)=xj oznacavamo j-tu projekciju pocetnog Dekartovog skupa na skup Xj. Ovo preslikavnje je uvek sirjektivno.
2. Preslikavanje kojim se izdvaja jedan element iz njegove klase ekvivalencije unutar date relacije ekvivalencije je kanonicko projektovnje

- Kod  relacione baze podataka R i jezika sa upitima, projekcija  je unarna operacija koja je zapisana kao Π (a1,a2,...,an)(R) pri čemu je a1,a2,...,an skup atributa imenice. Rezultat takve projekcije se dobija kada se sve sekvence atributa relacije R restriktuje na na skup {a1,a2,...,an}. R je relaciona baza podataka.
- U sfernoj geometriji projekciju sfere na ravan koristo je  Ptolemej(~150) u njegovom Planisfarijumu (Mapa zvezda). Metoda je nazvana stereografska projekcija i koristi se tangentna ravan na sferu i pol C, tačka koja je dijametralno suprotna tački u kojoj tangentna ravan dodiruje sferu. Bilo koja tačka P na sferi, koja je različita od tačke C, određuje pravu PC, Ta prava seče tangentnu ravan u tački koja prestavlja projekciju tačke P. Hemisfera se često projektuje na sferu korišćenjem gnomoničke projekcije.

- U  linearnoj algebri, operator koji ostaje ne promenjen ako se primeni dvaputa  (p(u)=p(p(u))), drugim rečima to je idempotentni operator. Na primer pridruživanje koje trodimenzijalnoj tački (x,y,z) pridružuje tačku u ravni (x,y,0) je projekcija. Ova vrsta projekcije se prirodno generalizuje tj. uopštava na bilo koji   n-dimenzonalni prostor u bilo koji k-dimenzinalni prostor, k<n. Pogledajte ortogonalnu projekciju u linearnoj algebri.
- Skalarna projekcija ili skalarni proizvod jednog vektora na drugi
- U teoriji kategorija prethodno značenje Dekartovog proizvoda skupova može biti uopšteno na bilo koju privoljnu kategoriju. Prijekcija dobija različita značenja u različitim kategorijama.

### Galerija
Primena projekcije u perspektivi na crtežima i u kartografiji
- Linearna perspekiva u crtežu Hendrikusa Hondijusa ( 1597-1651)
- Ptolemejeva mapa sveta iz XV veka

### Spoljašnje veze
Tomas Kreg ,matematičar

Ortogonalna projekcija